# Denîsiv, Kozova
Denîsiv (în ucraineană Денисів) este localitatea de reședință a comunei Denîsiv din raionul Kozova, regiunea Ternopil, Ucraina.

## Demografie
Componența lingvistică a localității Denîsiv
     Ucraineană (99,9%)
     Alte limbi (0,1%)
Conform recensământului din 2001, majoritatea populației localității Denîsiv era vorbitoare de ucraineană (99,9%), existând în minoritate și vorbitori de alte limbi.